# Конс
Конс — у римській міфології бог догляду за насінням, зібраним у зерносховища.
Він шанувався нарівні з богинею Опс 25 серпня (Opiconsualia), тоді як свята на його честь Консуалії відзначаються 21 серпня і 15 грудня. Під час свят влаштовувалися перегони на конях, худобі та ослах. Осел вважався священною твариною Конса.
У підвалі Circus Maximus був вівтар Конса, доступний тільки під час Консуаліїв.
Згодом Консу стали притаманні нові функції. За часів Августа став богом доброї поради (Consus consilio, консультації).
За переказами Конс був богом, який допоміг Ромулу порадою при викраденні сабінянок.